# 1867 au Québec
Cet article traite des événements survenus en 1867 au Québec. 

## Événements

### Janvier
- 10 janvier : une assemblée des dignitaires a lieu à la salle Jacques-Cartier de Québec afin de coordonner l'aide aux victimes du terrible incendie de 1866 qui a rasé une partie du quartier de Saint-Roch[1].
- 29 janvier : le gouvernement du Royaume-Uni accepte de subventionner pour 13 millions de livres pour la construction du Chemin de fer Intercolonial devant relier Montréal à Halifax[2].

### Février
- 24 février : Le Canadien rend public le nom du pays et des provinces de la future Confédération. Le pays conservera son nom du Canada. Le Bas-Canada reprendra son nom de la Province de Québec qu'on lui avait donné après la Conquête[3].
- 25 février : Louis-François Laflèche est consacré évêque coadjuteur de Trois-Rivières lors d'une cérémonie dans la cathédrale de la ville[4].

### Mars
- 29 mars : la Chambre des Communes de Londres sanctionne la loi sur la Confédération canadienne[5].

### Avril
- 8 avril : lors d'une assemblée à Rimouski, les habitants de cette région approuvent le tracé gaspésien du chemin de fer Intercolonial[6].
- 24 avril : Le Canadien proteste contre le fait que l'Intercolonial passera par Lévis au lieu de Québec[7].

### Mai
- 1er mai : Jean-Pierre-François Laforce-Langevin devient le premier évêque de Rimouski.
- 3 mai : l'évêque de Montréal, Ignace Bourget, érige la paroisse Notre-Dame-de-Grâce[8].
- 12 mai : John A. Macdonald confirme que le siège du gouvernement fédéral sera à Ottawa[9].
- 31 mai : un caucus libéral présidé par Antoine-Aimé Dorion dénonce les conséquences de la nouvelle Constitution[10].

### Juin
- 9 juin : inauguration de la nouvelle prison de Québec sur les Plaines d'Abraham[11].
- 12 juin : l'évêque suppléant de Québec, Charles-François Baillargeon, signe un mandement approuvant les termes de la Confédération[12].

### Juillet
- 1er juillet : la Confédération canadienne entre en vigueur. À Québec, le maire Joseph-Édouard Cauchon lit la proclamation de la loi sur l'Esplanade. Ce discours est suivi d'une grande revue militaire[13].
- 2 juillet : Narcisse-Fortunat Belleau devient le premier lieutenant-gouverneur du Québec[5].
- 3 juillet : Belleau demande à Joseph-Édouard Cauchon de former le premier gouvernement québécois de la Confédération[14].
- 12 juillet : Cauchon est incapable de former le gouvernement parce que les députés anglophones du parti refusent d'y entrer. Belleau demande alors à Pierre-Joseph-Olivier Chauveau de former le gouvernement[15].
- 15 juillet : le cabinet Chauveau est assermenté. Ses ministres sont Christopher Dunkin, George Irvine, Gédéon Ouimet, Louis Archambeault et Octave Beaubien[5].

- 26 juillet : des élections doivent avoir lieu simultanément au fédéral et au provincial. Georges-Étienne Cartier annonce qu'il  présente sa candidature dans Montréal-Est[16].

### Août
- 18 août : une assemblée à Québec se prononce contre le double mandat des députés au fédéral et au provincial[17].
- 24 août : des élections ont lieu dans les circonscriptions de la région de Québec ainsi que dans les autres régions. Le ministre Gédéon Ouimet est élu sans problème dans celui de Deux-Montagnes[18].
- 28 août : À la suite de la mort de Pierre-Flavien Turgeon, Charles-François Baillargeon devient le nouvel évêque de Québec[19].

### Septembre
- 5 septembre : Georges-Étienne Cartier remporte sans difficulté l'élection de Montréal-Est avec une majorité de 600 voix au fédéral et avec 350 voix dans Montréal-Est au provincial[20].
- 15 septembre : les élections fédérale et provinciale sont maintenant terminées. Au fédéral, les conservateurs de John A. Macdonald ont remporté 101 sièges contre 80 pour les libéraux. Aux élections provinciales, le Parti conservateur de Chauveau a obtenu 46 députés contre 19 pour le Parti libéral de Henri-Gustave Joly de Lotbinière[21].

### Octobre
- 27 octobre : Léon-Pamphile Le May devient directeur de la Bibliothèque de la Législative[5].

### Novembre
- 2 novembre : le premier ministre Pierre-Joseph-Olivier Chauveau nomme les 24 premiers conseillers législatifs[5].
- 6 novembre : ouverture du premier Parlement fédéral à Ottawa.
- 19 novembre : des pétitions sont présentées dans les 12 circonscriptions du Québec où aurait eu lieu de la fraude électorale[22].
- 21 novembre : lors d'un discours à Québec, Médéric Lanctôt se prononce pour l'indépendance complète du Canada[23].

### Décembre
- 16 décembre : le conservateur Jean-Charles Chapais remporte l'élection partielle de Champlain[5].
- 17 décembre : Louis-Joseph Papineau livre son dernier discours public devant les membres de l'Institut canadien. Il y dénonce les termes de la Confédération[24].
- 18 décembre : John Lemesurier est élu maire de Québec avec une majorité de 296 voix sur son adversaire Joseph-Édouard Cauchon[25].
- 27 décembre : ouverture de la première session de la 1re législature du Québec. Joseph-Godric Blanchet en devient le premier orateur[5].
- 28 décembre : l'Assemblée législative adopte ses premières règles de procédure[5].
- 30 décembre : lors d'un discours en Chambre, le chef libéral Joly de Lotbinière déclare accepter la Confédération[26].

## Naissances
- 16 février - Henri-Edgar Lavigueur (homme politique) († 29 octobre 1943)
- 5 mars - Louis-Alexandre Taschereau (premier ministre du Québec) († 6 juillet 1952)
- 9 août - Charles Colquhoun Ballantyne (homme d'affaires et homme politique) († 19 octobre 1950)
- 30 août - William Price (Fils) (homme d'affaires) († 2 octobre 1924)
- 19 octobre - Marie Lacoste-Gérin-Lajoie (féministe) († 1er novembre 1945)
- 24 novembre - Alfred Pampalon (prêtre) († 30 septembre 1896)
- 15 décembre - Georges Dansereau (homme politique) († 26 décembre 1934)
- 24 décembre - Édouard-Zotique Massicotte (historien) († 8 novembre 1947)
- 31 décembre - Edward Maxwell (architecte) († 14 novembre 1923)

## Décès
- 14 mars - William Price (Père) (homme d'affaires) (º 7 septembre 1789)
- 25 août - Pierre-Flavien Turgeon (personnalité religieuse) (º 12 novembre 1778)
- 29 décembre - Ludger Labelle (homme politique) (º 7 avril 1839)

### Articles généraux
- Chronologie de l'histoire du Québec (1867 à 1899)
- L'année 1867 dans le monde

### Articles sur l'année 1867 au Québec
- Confédération canadienne
- Élection fédérale canadienne de 1867
- Élection générale québécoise de 1867
- Gouvernement Pierre-Joseph-Olivier Chauveau